# 在韓中國朝鮮族
在韩中国朝鲜族（：／）是指身處（未轉籍）、定居（或有取得韓國僑胞簽證）或移民到韩国（已轉籍）的中国朝鲜族。

## 人口統計
从20世纪90年代开始全面增长，2007年为33万人，2009年5月为443836人，2011年4月为44.7万人，2017年为49.8万人，2019年为54万人。 包括入籍和永久居民，这一人数约为70万，几乎相当于居住在延边朝鲜族自治州的朝鲜族人口（2017年为757238人）。

## 現狀

### 韓國社會層面上對朝鮮族的歧視性行為
- 2012年7月，韓媒報導指，韓國政府從2011年起開始對中國朝鮮族啓用指紋採集和臉部識別系統，禁止他們入境或驅逐出境。據韓國法務部消息，截至2012年7月，被禁止入境的外國人達2500名，其中中國朝鮮族佔1500名。[2]
- 2017年上映的韓國電影《青年警察》多次抹黑、侮辱在韓中國朝鮮族，如把犯罪者設定爲朝鮮族，又指在大林洞居住的朝鮮族干犯綁架女性強行採集卵子的犯罪等。事件不僅令朝鮮族學生在學校受到排擠，亦令大林洞飯店的銷售額驟減。因此，引起大林洞居民不滿和抗議並提出訴訟。2020年，韓國法院一審時以“言論自由”爲由宣判原告敗訴，但在二審下達了和解勸告決定，要求電影公司向原告道歉，同時承諾不再發生類似事件。[3]
- 2021年4月，韓國政府計劃对《国籍法》进行修改，方便持永久居住资格外国人的未成年子女入籍。對此，大量韓國民眾感到強烈不滿，認為新政受惠者绝大部分为中国朝鲜族和华侨，表示实际上是“中国人特惠法案”。[4]
- 2023年7月23日，首爾新林洞發生隨機殺人事件，隨即有韓國網民指肇事者為中國朝鮮族，帖文如「他不就是歸化朝鮮族啊（귀화한 조선족 아니냐）」、「這不是純種韓國人（한국인 유전자 아니다）」等言論在網路受到瘋傳，即使韓國警方指出該名兇徒為土生土長韓國人，但未平息輿論。[5]
- 2024年1月，有韓媒發調查文章，記者走訪全國100家醫院，表示在醫院護工中國朝鮮族比例達到80%。報導指出朝鮮族護工不諳韓語（首爾方言）、工作態度散漫、甚至常與住院病人發生爭執乃至虐待事件，但只有5%醫院有安裝閉路電視，間接呼籲韓國社會歧視朝鮮族。[6]

### 政治限制
- 2023年6月，韓國執政黨國民力量黨魁金起炫表示，將利用國會議員競選承諾，限制在韓的中國公民（持僑胞簽證身分的朝鮮族）的投票權。[7]
- 2023年5月，韓媒報道稱朝鮮族為獲得無業救濟金的最大外國人群體，大概為整個群體的57.3%，朝野均要求政府改革外國人失業救濟金制度。[8]
- 2023年7月，日本正式開始排放核廢水，韓國總統尹錫悅因支持日本排放未經處理的核污染水而受到韓國輿論猛擊，其支持率更跌至39.1%[9]。對此，尹錫悅其所屬政黨國民力量指責中國朝鮮族團體和在韓中國留學生散播「福島污染水鬼故事」，以達到干預韓國2024年大選的目的。有韓國官員更認為，朝鮮族中存在著民主黨和忠於中國共產黨的堅定支持者，認為中國干預明年大選可以被視為既成事實。[10]

### 文化爭議
雖中國朝鮮族和韓國人文化、歷史同根同源，但韓國對中國朝鮮族文化傳承進行多番騷擾：
- 從2021年開始，韩国诚信女子大学教授徐坰德多次對朝鮮族傳承朝鮮族文化表示抗議，在泡菜、朝鮮族詩人尹东柱、朝鮮服等議題多次和中國交鋒。[11][12]
- 2022年2月，在北京冬奧開幕式，來自中央民族大學的朝鮮族女生身朝鮮族傳統服飾參與傳遞國旗儀式。對此，大量韓國網民對該名女生進行網暴，批評中國此舉動為「文化掠奪」並發動網絡行動。[13]對此，中國朝鮮族群體和個人對指控進行反擊，延边大学朝鲜族教授金浩雄（김호웅）发文谴责韓國民族主義者，表示其抗议「是一種輕浮的行為，一個失敗者的情結」（너무나 치졸한 작태요, 약자 콤플렉스입니다），指出「韓國的恥辱是極少數低素質的記者、政客和網民製造的」。他认为中國正在建設一個多元統一的中華民族共同體，由56個民族組成，享有平等權利；而每個民族都可以繼承和發展自己的文化，包括自己的語言文字、衣食住行。他最后呼吁韩国民众应有对文化多樣性以及對其他文化的慷慨和寬容。[14]而中央广播电视总台中國朝鮮語广播抖音号发布视频，主持人姜雪花身穿朝鲜族服装，并以中國朝鮮語转述中国驻韩国大使馆所阐述的立场，被网民视为对韩国民族主义者的抗议。[15]
- 2022年7月，韩国民间网络外交团体“韩国之友（VANK）抗议中国将朝鲜族农乐舞优先于韩国农乐在联合国教科文组织申遗並发起的全球请愿，号召韩国网民参与请愿，就中国对“农乐舞”的申遗行为进行所谓“抵制”。[16]

### 領土爭議
- 中國朝鮮族歌手黃仁俊在出席韓國電台節目中被問到會向粉絲推介的吉林旅行景點，他表示：「長白山天池，真的很有名，很美！」結果引來韓國人（韓國以「白頭山」稱長白山，但未實際管轄該地域）不滿。[17]

## 部分在韓朝鮮族回流中國的现象
- 2022年8月，環球時報引述《朝鲜日报》報導，新冠肺炎疫情期间，指在韩国工作的中国朝鲜族务工人员中有相当一部分都已回到了中国，而且也没有新来的人再来韩国工作。[18]

## 名人
- 朱權：棒球運動員（已入籍韓國）